# Oreogeton rufus
Oreogeton rufus är en tvåvingeart som först beskrevs av Friedrich Hermann Loew 1864.  Oreogeton rufus ingår i släktet Oreogeton och familjen Oreogetonidae. Inga underarter finns listade i Catalogue of Life.